# Exilisia marmorea
Exilisia marmorea là một loài bướm đêm thuộc phân họ Arctiinae, họ Erebidae.